# 扎爾多布區
扎爾多布區是阿塞拜疆的一個區，位於該國中部，南界庫拉河。面積856平方公里，2008年人口49,256人。首府扎爾多布。
1935年建區。區名是波斯語“‎”，意思是「黃色的水」。